# Capparis multiflora
Capparis multiflora är en kaprisväxtart som beskrevs av Joseph Dalton Hooker och Thomas. Capparis multiflora ingår i släktet Capparis och familjen kaprisväxter. Inga underarter finns listade i Catalogue of Life.